# Liste der Kulturdenkmale in Contern
In der Liste der Kulturdenkmale in Contern sind alle Kulturdenkmale der luxemburgischen Gemeinde Contern aufgeführt (Stand: 15. Juli 2025).

## Kulturdenkmale nach Ortsteil

### Contern
| Bild                          | Bezeichnung                                     | Lage                          | Beschreibung | Stufe | Eingetragen seit  |
| ----------------------------- | ----------------------------------------------- | ----------------------------- | ------------ | ----- | ----------------- |
|                               | Archäologische Ausgrabungsstätte „Deitschleed“  | (Karte)                       |              | PCN   | 6. September 2018 |
|                               | Archäologische Ausgrabungsstätte „Dëschtelratt“ | (Karte)                       |              | PCN   | 26. Oktober 2018  |
| Wohngebäude eines Bauernhofes | Wohngebäude eines Bauernhofes                   | 22, rue de Moutfort (Karte)   |              | PCN   | 7. Januar 2022    |
| Bauernhof                     | Bauernhof                                       | 25, rue de Moutfort (Karte)   |              | PCN   | 6. Mai 2025       |
| Gebäude                       | Gebäude                                         | 2, place de la Mairie (Karte) |              | IS    | 30. März 1978     |
| Gebäude                       | Gebäude                                         | 1, rue de Luxembourg (Karte)  |              | IS    | 19. Juli 1982     |
| Weitere Bilder                | Gebäude mit Anbauten und Gelände                | 40, rue des Prés (Karte)      |              | IS    | 15. Januar 1991   |
| Haus mit Anbauten             | Haus mit Anbauten                               | 3, an de Leessen (Karte)      |              | IS    | 23. Februar 2007  |
| Weitere Bilder                | Ehemaliger Bauernhof                            | Kroentgeshof (Karte)          |              | IS    | 26. Februar 2019  |

### Mutfort
| Bild                              | Bezeichnung                       | Lage    | Beschreibung | Stufe | Eingetragen seit |
| --------------------------------- | --------------------------------- | ------- | ------------ | ----- | ---------------- |
| Gebäude der alten Mutforter Mühle | Gebäude der alten Mutforter Mühle | (Karte) |              | PCN   | 17. Juni 2025    |

### Oetringen
| Bild                     | Bezeichnung              | Lage                         | Beschreibung | Stufe | Eingetragen seit  |
| ------------------------ | ------------------------ | ---------------------------- | ------------ | ----- | ----------------- |
| Weitere Bilder           | Pfarrkirche Oetringen    | rue de Moutfort (Karte)      |              | PCN   | 2. März 2018      |
| Ehemaliges Pfarrhaus     | Ehemaliges Pfarrhaus     | 1, rue de l’Eglise (Karte)   |              | PCN   | 20. Dezember 2019 |
| Ehemaliger Bauernhof     | Ehemaliger Bauernhof     | 1, rue de Canach (Karte)     |              | PCN   | 12. Juni 2020     |
| Gebäude                  | Gebäude                  | 9-11, rue de la Gare (Karte) |              | PCN   | 27. Januar 2023   |
| Ehemaliges Kulturzentrum | Ehemaliges Kulturzentrum | rue de Moutfort (Karte)      |              | IS    | 27. Juni 2000     |

Legende: PCN – Immeubles et objets bénéficiant des effets de classement comme patrimoine culturel national; IS – Immeubles et objets inscrits à l’inventaire supplémentaire

## Quelle
- Liste des immeubles et objets beneficiant d’une protection nationales, Nationales Institut für das gebaute Erbe, Fassung vom 11. Juli 2022, S. 19 f. (PDF)

- Karte mit allen Koordinaten:
- OSM |
- WikiMap

Bad Mondorf |
Bartringen |
Bauschleiden |
Bech |
Beckerich |
Befort |
Berdorf |
Bettemburg |
Bettendorf |
Betzdorf |
Bissen |
Biwer |
Burscheid |
Bous-Waldbredimus |
Clerf |
Colmar-Berg |
Consdorf |
Contern |
Dalheim |
Diekirch |
Differdingen |
Dippach |
Düdelingen |
Echternach |
Ell |
Ernztalgemeinde |
Erpeldingen an der Sauer |
Esch an der Alzette |
Esch an der Sauer |
Ettelbrück |
Fels |
Feulen |
Fischbach |
Flaxweiler |
Frisingen |
Garnich |
Goesdorf |
Grevenmacher |
Grosbous-Wahl |
Habscht |
Heffingen |
Helperknapp |
Hesperingen |
Junglinster |
Käerjeng |
Kayl |
Kehlen |
Kiischpelt |
Koerich |
Kopstal |
Lenningen |
Leudelingen |
Lintgen |
Lorentzweiler |
Luxemburg |
Mamer |
Manternach |
Mersch |
Mertert |
Mertzig |
Monnerich |
Niederanven |
Nommern |
Parc Hosingen |
Petingen |
Préizerdaul |
Pütscheid |
Rambruch |
Reckingen/Mess |
Redingen/Attert |
Reisdorf |
Remich |
Roeser |
Rosport-Mompach |
Rümelingen |
Saeul |
Sandweiler |
Sassenheim |
Schengen |
Schieren |
Schifflingen |
Schüttringen |
Stadtbredimus |
Stauseegemeinde |
Steinfort |
Steinsel |
Strassen |
Tandel |
Ulflingen |
Useldingen |
Vianden |
Vichten |
Waldbillig |
Walferdingen |
Weiler zum Turm |
Weiswampach |
Wiltz |
Winseler |
Wintger |
Wormeldingen